# Philipp Hanich
Philipp Hanich (* 1980 in München) ist ein deutscher bildender Künstler und Musiker.

## Leben
Er schloss 2001 sein Abitur am Ludwigsgymnasium München ab. Von 2002 bis 2003 studierte Hanich Kunstgeschichte in München, übersiedelte anschließend nach Linz und schloss dort ein Malereistudium an der Kunstuniversität Linz ab. 2008 zog Hanich nach Wien, wo er u. a. als Bassist und Sänger der Band Dot Dash auftrat. Im Herbst 2011 gründete er mit Florian Tremmel, Kathi Reidelshöfer, Anna Pühringer ein Label unter dem Namen Totally Wired Records, angelehnt an den Song „Totally Wired“ der britischen Band The Fall. In dieser Zeit veröffentlichte Hanich erste Songs unter seinem Pseudonym Bruch. 2012 und 2014 erschienen Soloalben auf Totally Wired Records. Nachdem sich das Label 2016 auflöst, gründete Hanich mit Anna Pühringer das Nachfolgeprojekt Cut Surface, das sich vor allem auf die Veröffentlichung von Post-Punk konzentriert. Zuletzt erschien mit „The Fool“ 2020 ein Album von Bruch. 2021 stellte Hanich als bildender Künstler in der galeriekrems aus. Er lebt und arbeitet in Wien.

## Werk
Die künstlerische Arbeit von Philipp Hanich setze sich mit Fragen von Konsum und den Erwartungen, die an ihn gestellt werden, auseinander. Unregelmäßige Bildrückseiten mit zufälligen Strukturen dienen oft als Träger geometrischer Formen in unterschiedlichen Farben. „Die Kanten sind nicht immer genau, der Farbauftrag ist plastisch, Farbe versteht der Künstler als Material. Für Hanich sind seine Bild auch eine Hommage an das Seltsame“, heißt es in einem Katalogauszug zur Ausstellung in Krems.
Seine musikalisches Soloprojekt Bruch suche wiederum nach „Sehnsucht und der Möglichkeit, sie in Pathos zu ertränken“, wie der Journalist Christoph Benkeser schreibt. Bisher spielte Hanich u. a. Konzerte im Wiener fluc, rhiz und vor der Karlskirche.